# Christian Gollong
Christian Gollong (* 24. Juni 1901 in Nied, heute zu Frankfurt am Main; † 27. Juli 1988 in Nienhagen (Staufenberg)) war ein deutscher Theater- und Filmschauspieler.

## Leben
Christian Gallong wuchs in Bayern auf. Nach dem Ersten Weltkrieg nahm er Schauspielunterricht und hatte seine erste Rolle am Münchner Lustspielhaus. Von 1919 bis 1925 spielte er am Meininger Staatstheater in Thüringen. Es folgten Stationen am Theater Aachen, Friedrichstheater Dessau und dem Staatstheater Kassel. Zur Zeit des Zweiten Weltkriegs war Gollong am Metropol in Berlin engagiert. Zu dieser Zeit spielte er auch in Vier Filmen mit, die allesamt 1939 uraufgeführt wurden. ab 1949 war er wieder bis zu seiner Pensionierung 1967 am Staatstheater Kassel engagiert.

## Filmografie
- 1939: Die kluge Schwiegermutter
- 1939: Im Namen des Volkes
- 1939: Kitty und die Weltkonferenz
- 1939: Heimatland